# Площадь Мая (станция метро)
«Площадь Мая» (исп. Plaza de Mayo) — станция Линии A метрополитена Буэнос-Айреса. В настоящее время станция является конечной остановкой Линии A. Она расположена на площади с одноименным названием, в общественном и финансовом центре города. Эта станция является частью первой линии, открытой 1 декабря 1913 года между ней и станцией Пласа Мисерере.

## Местоположение
Она расположена в юго-восточном углу площади Мая, недалеко от пересечения улиц Иполито Иригойена и Balcarce, в районе Монсеррат.

## Объекты, которые можно посетить, путешествуя на линии метро A
Частичный список:
- Площадь Мая
- Каса-Росада
- Министерство экономики
- Colegio Nacional de Buenos Aires
- Кафедральный собор Буэнос-Айреса
- Резиденция мэра города
- Ратуша Буэнос-Айреса
- СИДЕ
- Museo del Bicentenario
- Edificio Unión Telefónica

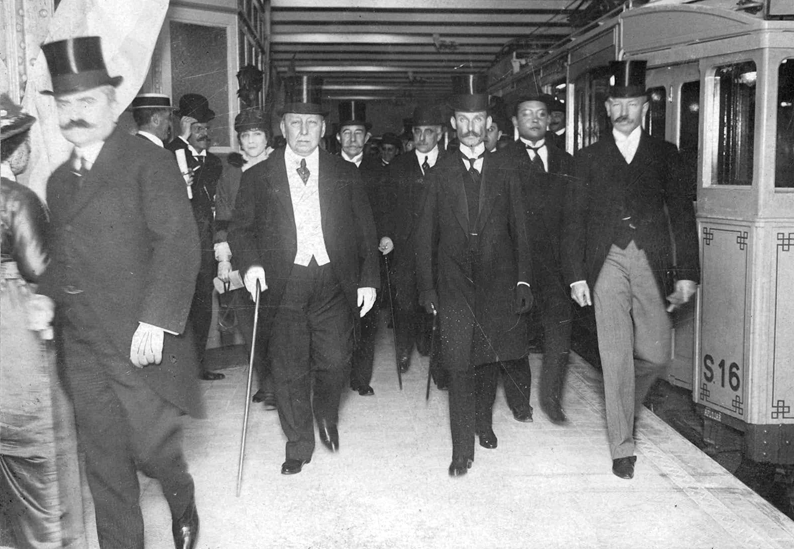
Открытие станции в 1913 году

- Законодательное собрание Буэнос-Айреса
- Manzana de las Luces
- Пуэрто-Мадеро

## История

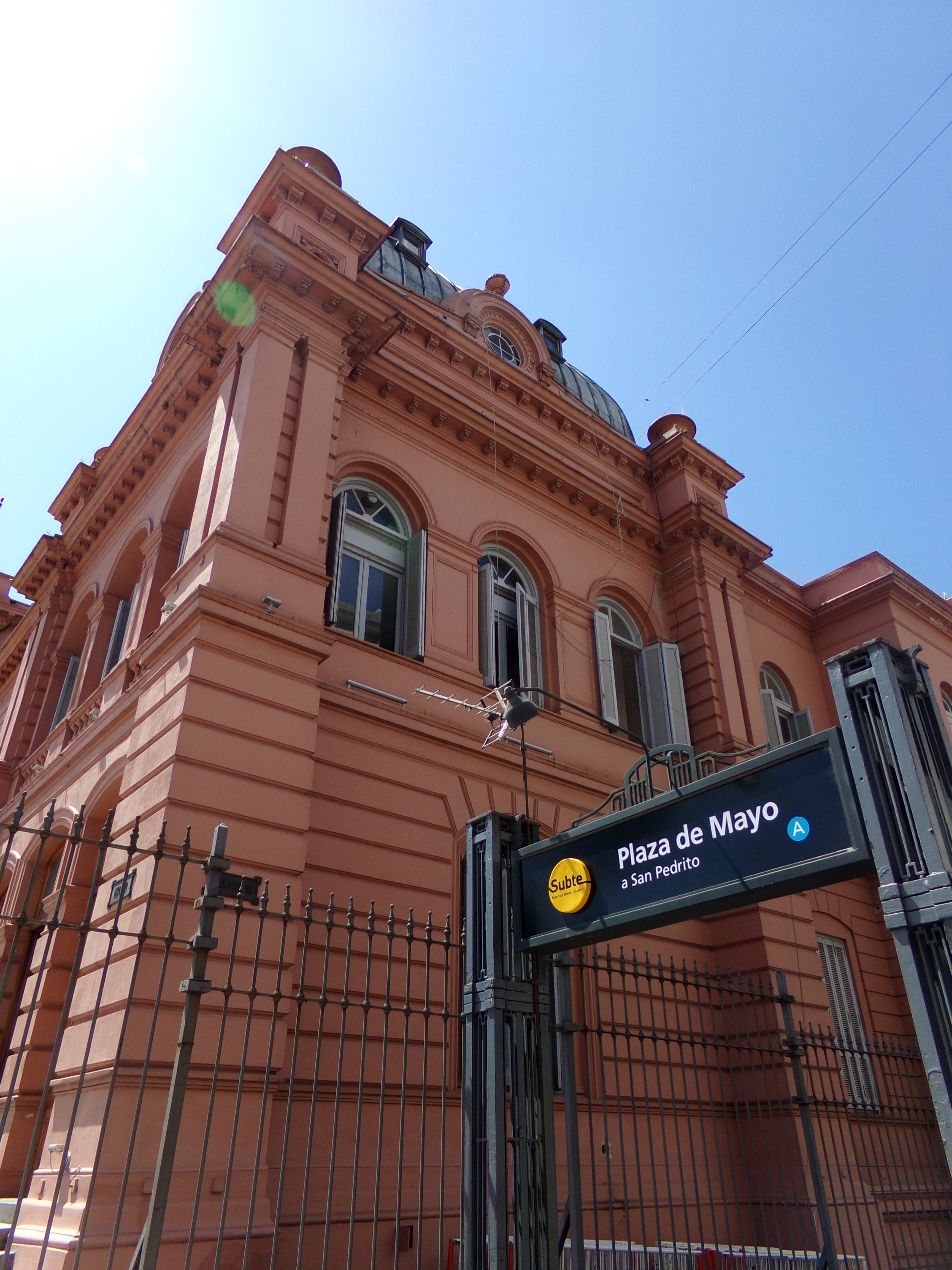
Вход на станцию у Каса Росада.

Площадь Мая называлась в колониальные времена Plaza Mayor, вокруг которой отстраивался Буэнос-Айрес.
15 апреля 1953 года, станция была сильно повреждена в результате взрыва бомбы, заложенной в одном из проходов. Площадь была проведена в чрезвычайное положение, указом президента Хуана Доминго Перона.
Гранитный фасад AFIP, рядом с выходом из метро, являются единственным признаком бомбардировки Пласа-де-Майо 16 июня 1955 года, когда погибло более 300 человек.
В 1997 г. эта станция была объявлена историческим памятником.
На площади прошёл Марш пустых кастрюль в декабре 2001.

## Галерея

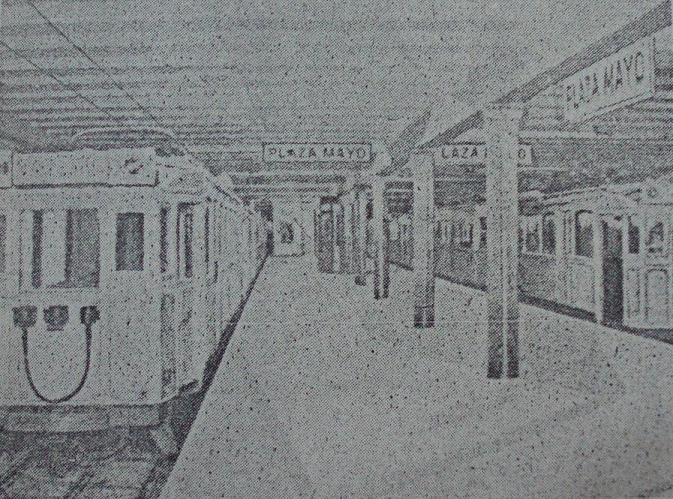
Площадь Мая в 1913 году
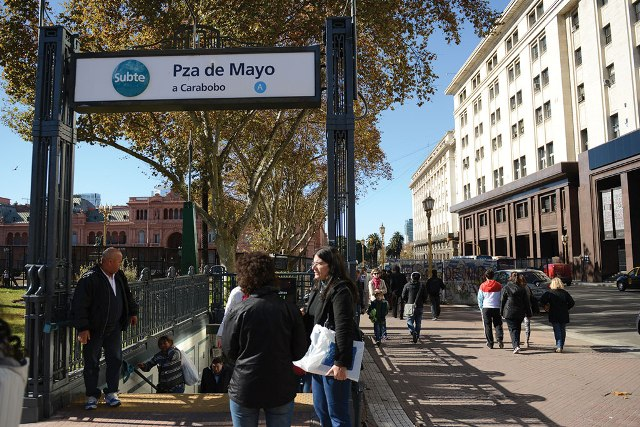
Вход с площади
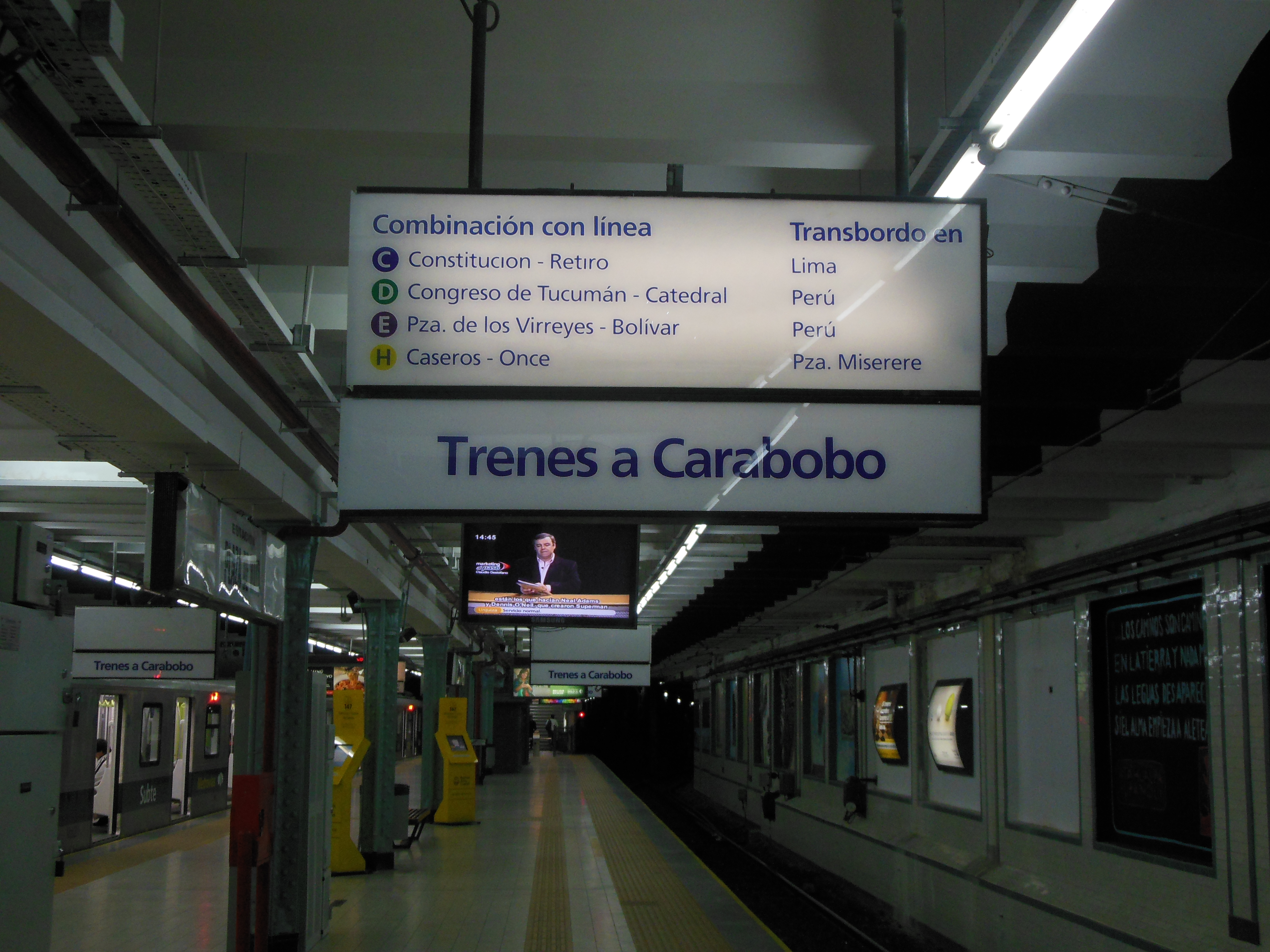
Информационный знак
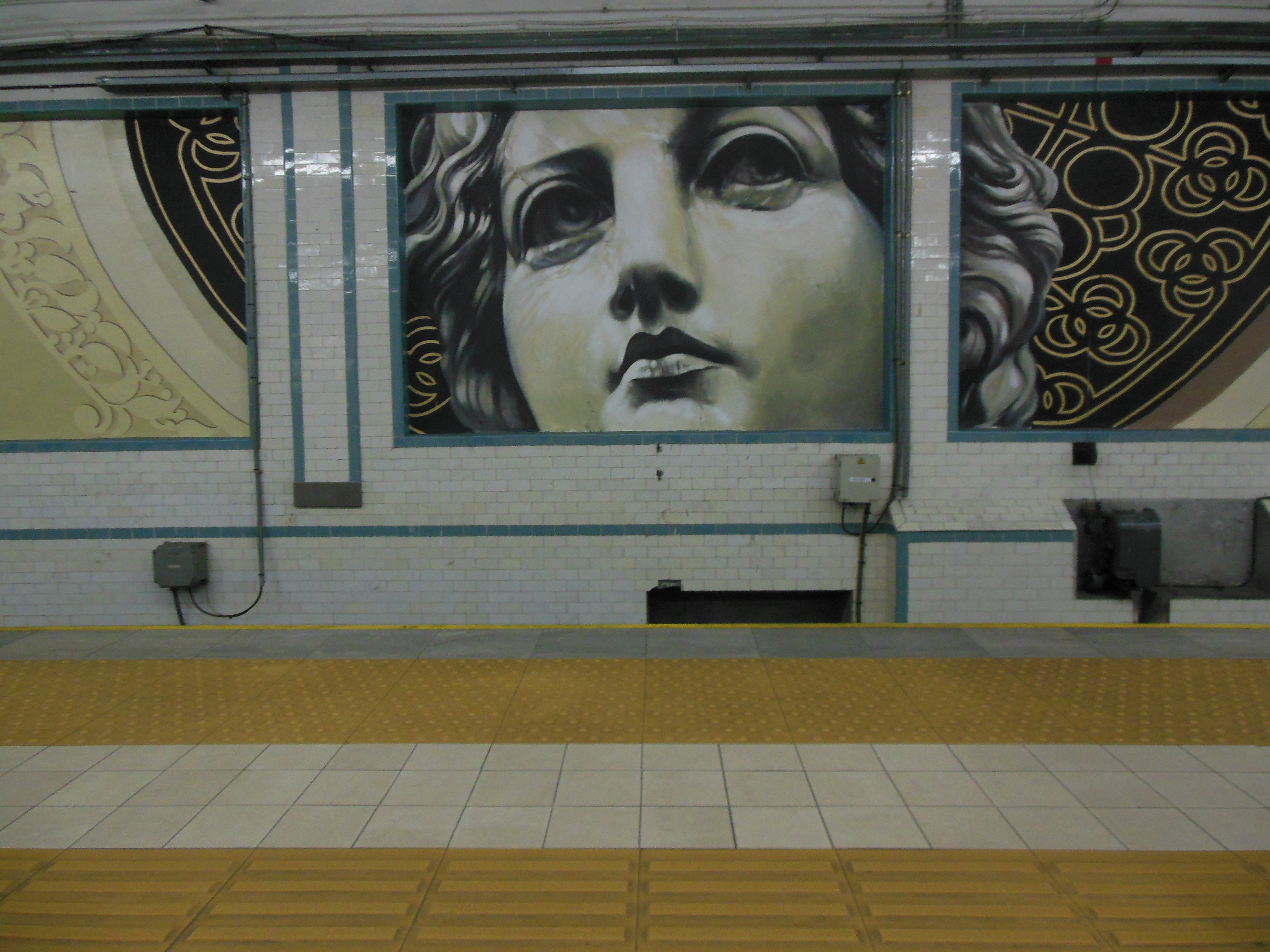
Новый Mural 2013
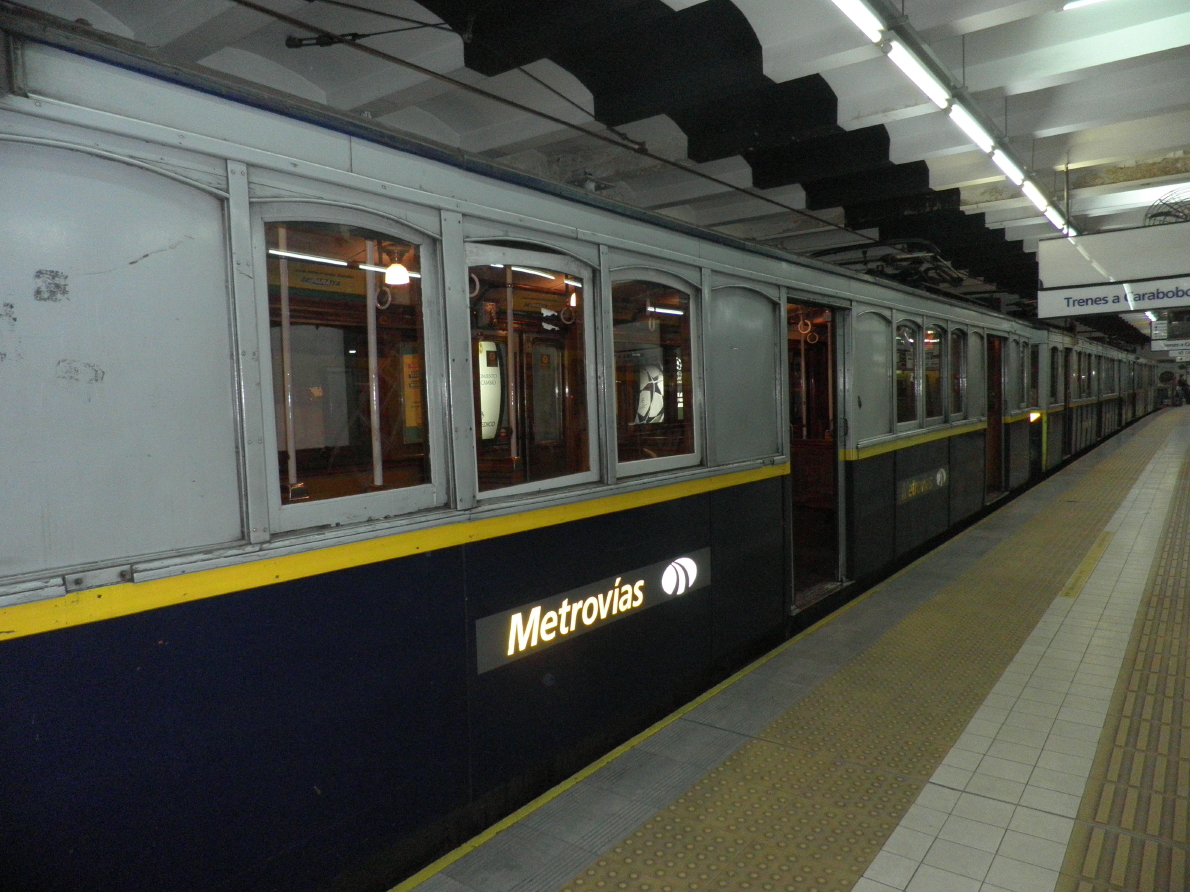
Старый вагон
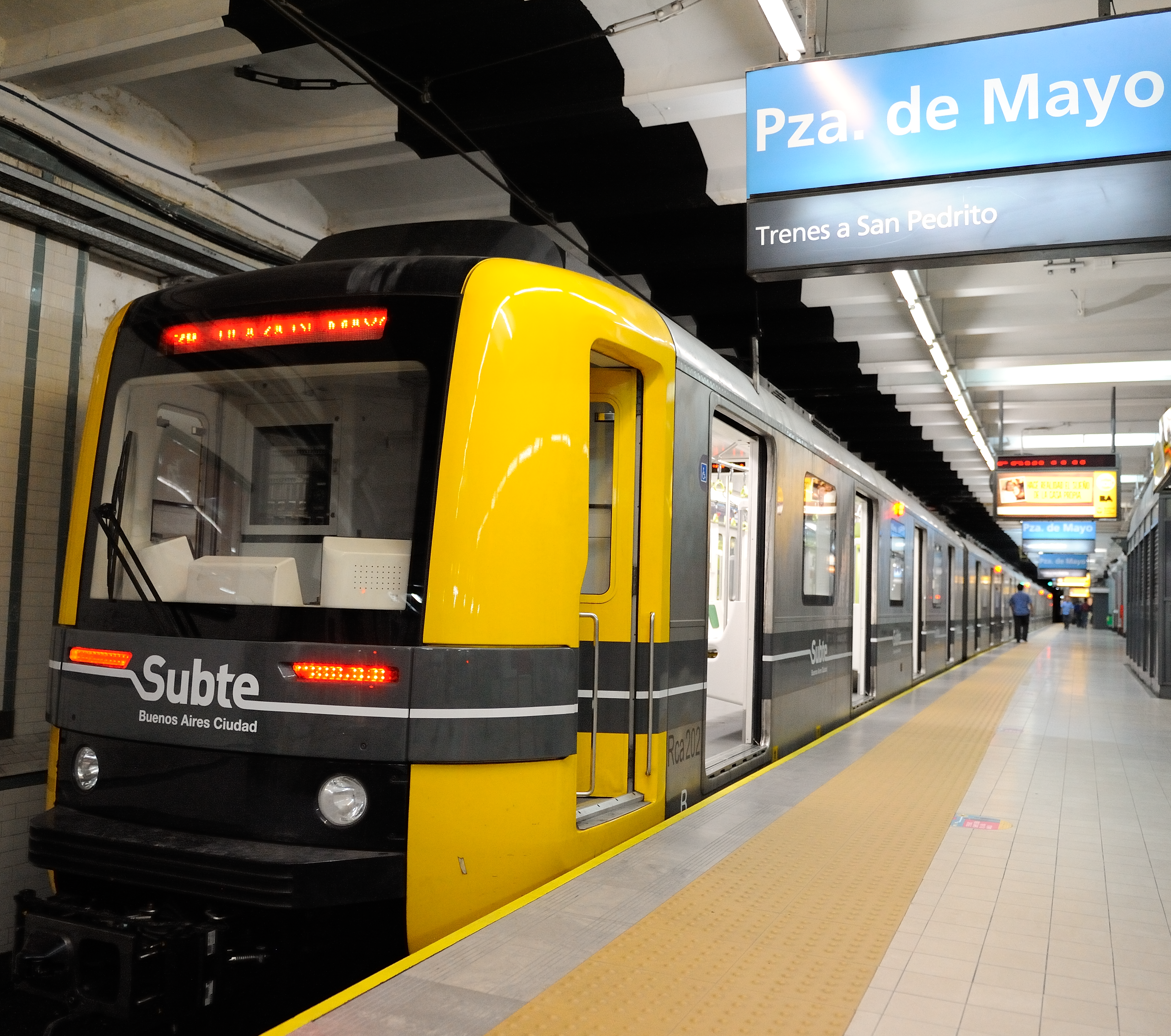
Современный поезд